# Antillolpium cubanum
Antillolpium cubanum är en spindeldjursart som beskrevs av William B. Muchmore 1991. Antillolpium cubanum ingår i släktet Antillolpium och familjen Olpiidae. Inga underarter finns listade i Catalogue of Life.